# Васильченко, Константин Константинович
Константи́н Константи́нович Васи́льченко (10 января 1926, Москва — 15 июля 2010, Москва) — советский и российский авиационный инженер, авиаконструктор, учёный, Герой Социалистического Труда (1982), лауреат Ленинской премии (1962), доктор технических наук (1987), профессор (1990).

## Биография
Родился 10 января 1926 года в Москве в семье военнослужащего К. Ф. Васильченко.
В 1941—1943 годах жил в эвакуации в городе Кировград Свердловской области. В 1943 году окончил 10 классов школы, поступил в Московский авиационный институт.
Одновременно с учёбой в институте с марта 1947 года работал конструктором в отделе аэродинамики ОКБ А. И. Микояна. После окончания Московского авиационного института в 1949 году направлен на лётную станцию ОКБ, где работал: инженером-конструктором, начальником группы, инженером-расчётчиком, ведущим конструктором по расчётам, начальником лаборатории, заместителем начальника и начальником отдела лётных испытаний. Участвовал в проведении лётных испытаний реактивных истребителей МиГ-15, МиГ-17, МиГ-19, МиГ-21, МиГ-23, истребителя-перехватчика МиГ-25, истребителя-бомбардировщика МиГ-27 и их модификаций. Внёс большой вклад в методику проведения лётных испытаний, провёл большую работу, связанную с установлением мировых авиационных рекордов на самолётах ОКБ А. И. Микояна.
В 1970—1975 годах — заместитель главного конструктора ОКБ А. И. Микояна по лётным испытаниям. Осуществлял научно-техническое и методическое руководство при проведении испытаний самолётов. В 1975—1985 годах — главный конструктор сверхзвукового истребителя-перехватчика МиГ-31. Под его руководством были реализованы уникальные боевые возможности этого самолёта.
За большой вклад в разработку и испытания самолёта МиГ-31 Указом Президиума Верховного Совета СССР от 2 февраля 1982 года Васильченко Константину Константиновичу присвоено звание Героя Социалистического Труда с вручением ордена Ленина и золотой медали «Серп и Молот».
В 1985—1995 годах — начальник Лётно-исследовательского института имени М. М. Громова в городе Жуковский Московской области. Под его руководством были проведены испытания атмосферного аналога космического корабля многоразового использования «Буран» — БТС-002, а также отработаны бортовые системы для его автоматического полёта и посадки на Землю. Внёс большой вклад в организацию и становление Международного авиационно-космического салона.
С 1995 — главный советник начальника, а в 1998—2000 годах — первый заместитель начальника Лётно-исследовательского института имени М. М. Громова.
Занимался активной преподавательской деятельностью. В 1985—1995 годах заведовал кафедрой лётных исследований, испытаний и сертификации факультета аэромеханики и летательной техники в Московском физико-техническом институте. С 1993 года — член Президиума Высшей аттестационной комиссии.
Константин Константинович Васильченко жил в Москве, он умер 15 июля 2010 года. Похоронен на Быковском мемориальном кладбище в г. Жуковском.

## Награды и премии
- Герой Социалистического Труда (2.02.1982)
- орден Ленина (2.02.1982)
- орден Октябрьской Революции (11.10.1974)
- орден Трудового Красного Знамени (26.04.1971)
- орден Дружбы народов (29.12.1992) — за большой личный вклад в развитие отечественной авиационной науки, создание новых летательных аппаратов и высокое профессиональное мастерство, проявленное в период демонстрации техники на Первой российской выставке «Мосаэрошоу-92»[4]
- два ордена «Знак Почёта» (12.07.1957, 24.11.1966)[5]
- Ленинская премия (1962) — за создание самолёта МиГ-21
- Премия Правительства Российской Федерации в области науки и техники (17.03.1999)[6] — за создание учебника «Лётные испытания самолётов» (ранее этот учебник был удостоен премии имени 25-летия МАИ за 1997 год[7])

## Память
- В вестибюле главного административного корпуса ЛИИ им. М. М. Громова, где 10 лет работал начальником института К. К. Васильченко, установлена мемориальная доска[8]